# Jernbanen i Norge
Jernbanen i Norge består af omkring 4.087 km med normalspor (1.435 mm) hvoraf 2.622 km er elektrificeret, mens 241 kilometer (pr april 2011) er dobbeltsporet. I forbindelse med det norske jernbanenetværk findes i alt 702 tunneler og omkring 2.804 jernbanebroer. Ca. 30% af banenettet tåler hastigheder på mere end 100 kilometer i timen, og omkring 4% af dette igen er tilpasset hastigheder på mere end 160 kilometer i timen.
NSB var længe et selskab med tilnærmet monopol på jernbanedrift. I dag vedligeholdes jernbanenettet af Jernbaneverket, og mange andre jernbaneselskaber end NSB trafikerer sporene.
Jernbanelinjen mellem Kirkenes og Bjørnevatn (ikke persontogførende) er en af verdens nordligste jernbanestrækninger (verdens nordligste frem til Obskaja–Bovanenkovobanen i Rusland åbnede i 2010). Kirkenes–Bjørnevatnbanen blev lukket i 1990-erne og genåbnet i 2009. En periode var minebanen i Ny-Ålesund på Svalbard verdens nordligste. I dag fører Ofotbanen – fra Kiruna i Sverige til Narvik – til at Narvik er en af verdens nordligste byer med jernbanetilknytning.
Det nordligste punkt i Norge og også på det sammenhængende nordiske jernbanenet befinder sig ved Bjørneborg på Ofotbanen, nogle få kilometer øst for Narvik. Det sydligste punkt på det norske banenet er på sidesporet til Odderøya i Kristiansand. Højeste punkt i Norge er i Finsetunnelen på Bergensbanen – 1239 meter over havet.
Jernbaneverket (udskilt fra NSB i 1996) er en statslig forvaltningsetat, som både bygger og vedligeholder al infrastruktur inden for jernbanesektoren, mens flere andre selskaber inden for passager– og godstrafik er aktive som operatører. Disse selskaber inkluderer blandt andre Norges Statsbaner, NSB Anbud, CargoNet, Flytoget, Hector Rail, TÅGAB og Cargolink.

## Jernbanens historie i Norge

### Jernbaner i Norge før 1850, hestejernbanerne
Norges første jernbane antages at være den 1.400 meter lange hestejernbane Damtjern-Storflåtan på Krokskogen, som var et led i en længere transportkæde for tømmer fra Land og Valdres til Oslo. Denne bane blev taget i brug i 1805 og antagelig nedlagt i 1849.
Den næste jernbane var antagelig den, som blev anlagt på Blaafarveværket i 1820'erne af den tyske bergmester Karl Friedrich Böbert. Dette var en minejernbane med hestedrift og støbejernssveller, som blev brugt til at transportere malm.
Omtrent samtidigt blev den 1.200 meter lange Gjøsbubanen på Otteidanlegget i Marker i Østfold bygget. Dette var et kombineret kanal- og jernbaneanlæg, som muliggjorde tømmertransport mellem indsøerne Store Le og Øymarksjøen. Vognene blev trukket op ved hjælp af et ophalingsspil, først drevet af heste eller okser, fra 1854 af en stationær dampmaskine. Banen var i brug fra 1825 til 1926.
Mortsjølungen-Tvillingtjern-banen (også kendt som Grasmobanen) var også en kort bane for at fragte tømmer mellem to vandløb, nemlig mellem Mangenvassdraget og Haldenvassdraget. Banen blev åbnet i 1849 og var i drift frem til 1931. Til at begynde med blev vognene trukket af heste. Fra 1918 blev der anvendt et motoriseret wiretræk. Banen var ca. 1.400 meter lang.

### Norges første offentlige jernbane, Norsk Hoved-Jernbane
Arbejdet med Norsk Hoved-jernbane (også benævnt Hovedbanen), den første norske jernbane for offentlig transport, blev ledet af englænderen Robert Stephenson, søn af George Stephenson, som havde konstrueret den aller første offentlige jernbane i verden. Anlægsarbejdet startede i 1851 og banen blev åbnet 1. september 1854. Banen går fra Oslo til Eidsvoll. Finansieringen af anlægget skete ved at udstede aktier for 2,2 mill. spesiedalere idet halvdelen blev skaffet til veje af engelske aktionærer og den anden halvdel af norske, hvoraf staten stod for lidt over halvdelen. Hovedbanen var frem til 1926 et aktieselskab, idet staten med årene sikrede sig flere og flere af aktierne. Hovedbanen var derfor formelt en privatbane og blev ikke en del af Norges Statsbaner før 4. marts 1926.

### Statsbanerne indtil 1883
Efter åbningen af Hovedbanen fattede man interesse for, at der kunne bygges offentlige jernbaner flere steder i Norge. I første omgang så man på jernbaner som et blandt flere led i en længere transportåre, ofte kombineret med transport til søs. Hovedbanen sammenknyttede Mjøsa med Oslofjorden, og lignende hensyn lå til grund for flere af de baner, som Stortinget fra og med 1857 vedtog at bygge. I den byggeperiode, som varede frem til 1883, blev samtlige statsbaner organiseret som aktieselskaber, hvor private blev indbudte til at tegne aktier, som kunne give udbytte ved overskud, men ellers ingen indflydelse kunne udøve over banernes drift. Stortinget krævede, at der måtte tegnes en vis andel aktier for et baneprojekt, før Stortinget vedtog banen og bevilgede den resterende del af anlægskapitalen.
I årene mellem 1862 og 1883 åbnede man en række mere eller mindre løsrevne banestrækninger i hele Sydnorge. Det startede med Hamar-Grundsetbanen og Kongsvingerbanen i 1862. Der efter fulgte Størenbanen, Randsfjordbanen, Drammenbanen, Rørosbanen, Jærbanen, Smaalensbanen, Hedmarksbanen, Meråkerbanen, Drammen-Skiensbanen og endelig Vossebanen. Ved deres færdiggørelse var 1.563,4 km offentlig jernbane taget i brug. I 1883 blev det en pause i byggeriet af flere jernbaner, og samme år blev der iværksat en ny administrativ ordning for statsbanerne med en hovedbestyrelse i Kristiania og seks distriktsadministrationer i Kristiania, Drammen, Hamar, Trondheim, Stavanger og Bergen. Betegnelsen "De norske Statsbaner" blev taget i brug i 1883, og i december 1885 anvendes betegnelsen "Norges Statsbaner" for første gang.

### Privatbanerne
Selv om staten efter noget blandede erfaringer med modellen, som Hovedbanen blev bygget efter, ville have kontrol med norsk jernbanebyggeri selv, blev der i perioden 1892-1956 åbnet en række private offentlige jernbaner i Norge. Nogle af disse blev bygget ud fra transportbehovet til enkeltbedrifter, mens andre blev til som ordinære offentlige jernbaner, som skulle tjene et bestemt distrikt. Først ude var Sulitjelmabanen, som blev åbnet på strækningen Sjøntså-Fossen i 1892 og forlænget til Hellarmo året efter. Der efter fulgte Nesttun-Osbanen (1894), Lillesand-Flaksvandbanen (1896), Urskog-Hølandsbanen (1896-1898), Tønsberg-Eidsfosbanen (1901), Holmestrand-Vittingfosbanen (1902), Valdresbanen (1902–1906), Lierbanen (1904), Dunderlandsbanen (1904), Grimstad-Frolandbanen (1907), Thamshavnbanen (1908-1910),Rjukanbanen (1909), forlængelse af Sulitjelmabanen til Fagerli (1915), Askim-Solbergfossbanen (1918) og endelig forlængelsen af Sulitjelmabanen til Finneid i 1956. Hølandsbanen, Valdresbanen, Dunderlandsbanen og Frolandbanen blev senere overtaget af NSB og blev siden nedlagt, bortset fra Dunderlandsbanen som blev en del af Nordlandsbanen. Privatbanerne, som var bygget for en bestemt bedrifts behov, holdt sig længst i drift (Sulitjelmabanen 1972, Thamshavnbanen 1974 og Rjukanbanen 1991). De resterende blev nedlagt for de flestes vedkommende allerede i mellemkrigstiden, da de blev udkonkurrerede af vejtransporten: Hvittingfossbanen 1931/1938, Lierbanen 1932/1938, Nesttun-Osbanen 1935, Eidsfossbanen 1938 og Flaksvatnbanen 1953.

### Udvikling af jernbanenettet efter 1890
Standsningen i jernbaneudbygningen efter 1883 blev kritiseret af mange. Man havde i løbet af en 30-årsperiode oparbejdet en national kompetence inden for jernbanebyggeri. Når anlægsvirksomheden standsede, risikerede man, at denne kompetence forsvandt. Der var heller ikke mangel på jernbaneplaner og -ønsker, men det store byggeboom i 1870-erne blev finansieret for en stor del med statlige lån i udlandet. Fra 1890 turde man imidlertid satse igen, og efter få år var man i fuld gang igen, måske mere ambitiøst end nogen sinde. I 1890 havde man fuldført blot een stambane, nemlig "Trondhjemsbanen" over Røros. I den 50 år lange byggeperiode, som fulgte (1890–1940), blev tre nye stambaner fuldførte: Bergensbanen i 1909, Dovrebanen i 1921, Sørlandsbanen til Kristiansand i 1938. Desuden blev Solørbanen bygget (1893 og 1910), Gjøvikbanesystemet i 1900-1902, Bratsbergbanen forbandt den private Rjukanbanen med Vestfoldbanen 1909-1917, Nordlandsbanen parsellvis ført frem til Mosjøen 1902-1940, Raumabanen og Ålgårdbanen i 1924, Sperillbanen i 1926, Namsosbanen i 1933 og Hardangerbanen i 1935.
Så kom krigen. Udbygning af jernbanenettet var en prioriteret opgave for okkupationsmagten, som forcerede flere af anlæggene, men stort set med elendig kvalitet som resultatet. I løbet af krigen blev Nordlandsbanen videreført til Dunderland, Flåmsbanen blev åbnet i 1941 og hele Sydlandsbanen fuldført i 1944 til Stavanger.
Efter krigen blev Nordlandsbanen ført helt frem til Bodø i 1962. Med dette anlæg stoppede det norske jernbanebyggeri i den forstand, at senere anlæg kan betragtes som moderniseringer og kapacitetsudvidelser af ældre jernbaner: Lieråstunnelen 1973, Oslotunnelen 1980, Finsetunnelen 1993, Ski-Sandbukta fuldført 1996, Gardermobanen 1998/1999, Gråskallen tunnel på Bergensbanen 1999, Kobbervik-Holm 2001 og Askerbanen i 2005.

## Nedlagte jernbanestrækninger i Norge

### Industri- og anlægsbaner, større sidespor
- Grasmobanen (hestejernbane i Eidskog)
- Bergerlinna (hestejernbane fra Dal Station til Hurdalssjøen)
- Losbylinja (Fjellhammer-Losby Verk, 1861-ca 1930/1935. Skinner fjernet 1942) (bare tømmertransport)
- Hafslundbanen (Hafslund–Sundløkka, Sarpsborg) (1898–1974)
- Ilsvikbanen (Skansen/Stavne–Fagervika) (Sidespor til industriområde)
- Hauerseter-Gardermobanen (Hauerseter–Gardermoen) (Sidespor til flyveplads)
- Ny-Ålesundsbanen (Ny-Ålesund)

### Jernbanelinjer som drives som museer
- Krøderbanen
- Setesdalsbanen
- Urskog–Hølandsbanen
- Thamshavnbanen
- Rjukanbanen
- Valdresbanen
- Gamle Vossebanen
- Lommedalsbanen

## Vedtagne projekter
Samtlige af disse dobbeltspor-projekter fører til, at de aktuelle strækninger bliver hurtigtog-kapable i følge jernbaneværket.
- Oslo S – Ski. (Follobanen). Under planlægning.
- Vestfoldbanen – nyt dobbeltspor.
- Minnesund – Kleverud – udvidelse til dobbeltspor, reguleringsplan vedtaget af Miljødepartementet (Dovrebanen)

## Potentielle strækninger
- Ringeriksbanen – ny – (Oslo-Hønefoss)
- Grenlandsbanen – ny – (Porsgrunn-Sørlandsbanen nær Risør)
- Eidsvoll – Hamar – dobbeltspor og opgradering af tracé
- Oppgradering av Østfoldbanen, Moss-Halden

Disse planlægges bygget før år 2030, usikker dato.

### Højhastighedsbaner som udredes
- Oslo – Bergen (via Ringeriksbanen)
- Oslo – Trondheim (ny/opgraderet Dovrebane eller Rørosbane)
- Oslo – Gøteborg (oppgradert Østfoldbane, i hvert fald til Halden)
- Oslo – Stockholm.

Man vil her se på de enkelte strekninger og eventuelle kombinationer af disse. Disse projekter har ikke nogen tidsplan, og vil måske aldrig blive bygget.
Følgende lobbyistorganisationer har udredet nye baner:
- Den sørnorske høyhastighetsringen. Oslo – Drammen – Kristiansand – Stavanger – Bergen – Drammen – Oslo. Medfører helt nye traséer med unntak av strekningen Drammen – Oslo, bl.a ny Sydlandsbane, en helt ny strækning mellem Stavanger – Bergen, og ny Bergensbane.
- Norsk Bane har også udredet flere alternativer (inkluderer Haukelibanen, Dovrenettet og en ny Sydlandsbane).
- Didrik A. Seip Arkiveret 18. juni 2013 hos  Wayback Machine har foreslået en alternativ jernbaneplan med linjer fra Trondheim og Ålesund til Oslo, et nyt forløb for Bergensbanen og blandt andet en alternativ Ringeriksbane.
- Y-banen er en højhastighedsbane, som forbinder Oslo, Bergen og Trondheim med knudepunkt ved Fagernes. Aktuelle tilknytningsbaner til Y-banen går gennem Østfold, Møre og Sørvestlandet.
- Jernbaneforum Sør har også udredet ny Sydlandsbane, kaldet Sørvestbanen.
- Jernbaneforum Øst vil ha bedre Østfoldbane, med høyhastighetsdobbeltspor, og to nye spor Oslo-Ski

Andre højhastighedsbaner:
- Nord-Norgebanen (denne plan blev vraget i 1994, men i 2009 vedtog Stortinget at udrede den under navnet Tromsbanen[14][15])

## Alvorlige jernbaneulykker i Norge
Se også Norske katastrofer og store ulykker og Liste over togulykker.
- 19. september 1921 – Nidareid-ulykken: 6 omkomne.
- 5. juli 1923 – Avsporing ved Drammen station: 16 skadede, hvoraf 4 døde senere.
- 19. november 1940 – Hommelvik-ulykken: 22 omkomne.
- 28. februar 1944 – Breifoss-ulykken på Bergensbanen: mindst 25 omkomne.
- 13. januar 1945 – Jørstad elv-sabotagen: mindst 70 omkomne.
- 6. januar 1948 – Passagertog kolliderede med to godsvogne på Oslo Ø grundet bremsesvigt: 3 skadede.
- 19. maj 1949 – Passagertog kolliderer med et løslokomotiv ved Sagdalen Station: 3 omkomne, 4 hårdt skadede.
- 15. november 1950 – Hjuksebø-ulykken: 14 omkomne, 6 hardt skadede.
- 19. juni 1966 – To tog kolliderer ved Grefsen Station: 1 lokomotivfører omkom.
- 25. oktober 1966 – To passagertog kolliderer ved Valebø Station: 1 lokomotivfører omkom.
- 18. juli 1969 – To malmtog frontkolliderede ved Straumsnes på Ofotbanen: 1 lokomotivfører omkom, 1 hårdt skadet.
- juni 1970 – Et passagertog fra Skien Station kolliderede med et skiftelokomotiv ved Lysaker: 30 skadede.
- 2. december 1970 – Grefsen-ulykken: 1 lokomotivfører omkom.
- 22. februar 1975 – Tretten-ulykken: 27 omkomne.
- 22. december 1975 – Et passagertog på Nordlandsbanen mellem Trondheim og Bodø afspores: 1 lokomotivfører omkom.
- 10. juni 1977 – Et passagertog afspores på Nordlandsbanen ved Mo i Rana: 1 omkom.
- 16. april 1990 – Lysaker-ulykken: 5 omkomne, 30 skadde.
- 18. januar 1991 – Et passagertog afspores ved Bjorli Station på Raumabanen: 2 omkomne.
- 3. oktober 1993 – Nordstrand-ulykken: 5 omkomne, 6 hårdt skadede.
- 19. september 1998 – Et godstog kolliderer med en personbil på planovergangen ved Gol Station: 5 omkomne.
- 4. januar 2000 – Åsta-ulykken: 19 omkomne.
- 5. april 2000 – Et godstog mister bremseffekt og kolliderer med et andet godstog på Lillestrøm Station, hvor der umiddelbart opstår brand i vogne lastede med 94 ton propan: 2000 mennesker i Lillestrøm centrum blev evakuerede.
- 24. marts 2010 – Sjursøya-ulykken: 3 omkomne, 4 skadede.